# Пашко Омелян Михайлович
Пашко Омелян Михайлович (нар. 1894 — пом. 1920) — поручник артилерії УГА.

## Життєпис
Народився в місті Сучава на Південній  Буковині (тепер в Румунії) в сім'ї муляра і громадського діяча Михайла Пашка.
З 1906/1907 по 1909/1910 навчався в вищій державній гімназії в Сучаві. Навчаючись в Сучаві, мешкав в батьківському будинку № 645 на Gärtnergasse.
З 1910/1911 по 1913/1914 навчальні рр. навчався в 1-й вищій державній гімназії в Чернівцях, де в 07.1914 р. склав матуральні іспити.
Військову службу розпочав однорічним добровольцем, кадетом артилерії, з 01.1916 р. іменований лейтенантом, з 05.1918 р. іменований оберлейтенант в резерві 4-го полку фортечної артилерії.
Нагороджений бронзовою медаллю за військові заслуги на стяжці хреста з військовою декорацією.
Став на службу в УГА з 15.04.1919 р. як поручник артилерії 7-го гарматного полку УГА. Командував четою 4-ї  батареї 7-го ГП (командир поручник, згодом сотник І. Медвідь). Під час Чортківської офензиви в 06.1919 р. батареї 7-го ГП своїм страшним, барабанним вогнем забезпечили успіх прориву ворожого фронту.  
Після переходу УГА на Наддніпрянщину воював у складі армійської групи генерала Ф. Вольфа. Після участі в поході на Київ 7-й ГП перейшов на протиденікінський фронт та брав участь в боях за місто Брацлав.
Наприкінці 1919 року захворів на тиф, помер в 1920 році в Тирасполі (нині Молдова).

## Джерело
- Старик В. Пашко Омелян Михайлович // Західно-Українська Народна Республіка 1918—1923. Енциклопедія: До 100-річчя утворення Західно-Української Народної Республіки. — Івано-Франківськ: Манускрипт-Львів, 2020. — Т. 3 : П-С. — 576 с. — С. 84.